# Płochacz halny
Płochacz halny (Prunella collaris) – gatunek małego, przeważnie osiadłego ptaka z rodziny płochaczy (Prunellidae).

## Występowanie
Zamieszkuje wysokie góry południowej i środkowej Europy, północno-zachodniej Afryki i Azji aż po Japonię i Tajwan. W sezonie lęgowym spotykany zwykle w przedziale wysokości 1800–5000 m n.p.m. Zasadniczo osiadły, zimą przemieszcza się jedynie w niższe partie gór i koczuje na niedalekie odległości. Preferowany biotop wyznacza jednocześnie nieciągły obszar występowania tego gatunku.
W Polsce skrajnie nieliczny ptak lęgowy (w latach 2013–2015 jego liczebność szacowano na 200–800 par lęgowych). Jeden z najbardziej wysokogórskich gatunków krajowej awifauny. Występuje punktowo w Karpatach i Sudetach. Najliczniejsza populacja znajduje się w Tatrzańskim Parku Narodowym na wysokości od 1200 do 2250 m n.p.m. – zwłaszcza w Dolinie Pięciu Stawów Polskich, ponadto w Dolinie Gąsienicowej i kotle Morskiego Oka. Mniej liczne stanowisko znajduje się na Babiej Górze, gdzie około 10 par lęgowych wyprowadza młode. Kilka do kilkunastu par gniazduje w Karkonoszach i prawdopodobnie w Bieszczadach, gdzie obserwuje się go w okresie lęgowym (brak dowodów na wyprowadzanie tam lęgów). Wyjątkowo parę razy widziano go wiosną i zimą poza miejscami lęgowymi pod Łodzią i na Kielecczyźnie. Polskie płochacze są najbardziej na północ wysuniętą populacją tego gatunku w Europie.

## Systematyka
Wyróżniono dziewięć podgatunków P. collaris:
- P. collaris collaris – południowo-zachodnia Europa do Słowenii i Karpat oraz północno-zachodnia Afryka.
- P. collaris subalpina – Chorwacja do Bułgarii i Grecji, Kreta i południowo-zachodnia Turcja.
- P. collaris montana – północna i wschodnia Turcja do Kaukazu i Iranu.
- P. collaris rufilata – północno-wschodni Afganistan i północny Pakistan przez góry centralnej Azji do zachodnich Chin.
- P. collaris whymperi – zachodnie Himalaje.
- P. collaris nipalensis – środkowe i wschodnie Himalaje do południowo-środkowych Chin i północnej Mjanmy.
- P. collaris tibetana – wschodni Tybet.
- P. collaris erythropygia – wschodni Kazachstan i południowo-środkowa Syberia do północno-wschodniej Syberii, Japonia, Korea i północno-wschodnie Chiny.
- P. collaris fennelli – Tajwan.

## Charakterystyka

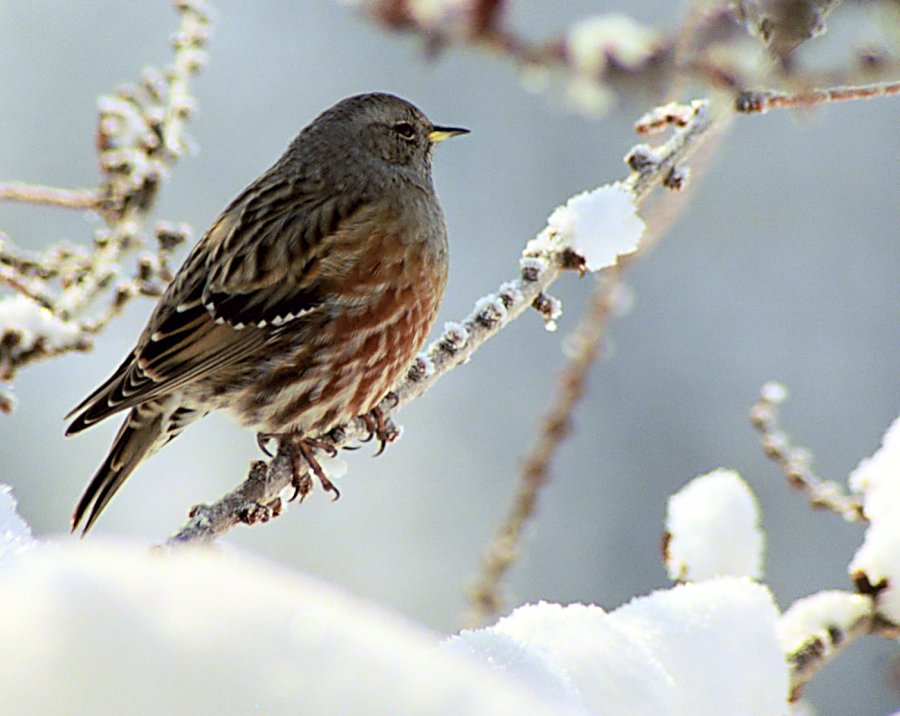
Płochacze halne są ptakami osiadłymi, schodzącymi zimą w niższe partie gór

### Cechy gatunku
Tonacja ubarwienia szara i brązowa z dużymi, trójkątnymi, brązowymi plamami na grzbiecie, które układają się w paski. Pierś i boki ciała w kolorze jaśniejszym – rdzawoczerwonym, ogon i skrzydła ciemnobrązowe, a nad okiem jaśniejsza brew. Głowa popielata, gardło białawe w czarne plamki. Na gardle widnieje biała plama upstrzona małymi plamkami ułożonymi w rzędy. Spód ciała z rdzawymi plamami na bokach. Na skrzydłach duże pokrywy tworzą ciemne plamy z białymi podkreśleniami. Spiczasty dziób jest żółtawy (w  tym różni się od grubego i szarego dzioba wróbla). Obie płci mają identyczne ubarwienie, samiec może jedynie mieć nieznacznie intensywniejsze barwy. Młode ptaki mają szare ubarwienie, niepaskowane podgardle, a pozostałe części spodu ciała są płowożółte, z gęsto ułożonymi, brązowymi paskami.
Ptak wielkości skowronka, mniejszy od szpaka, ale większy od pokrzywnicy.
Nie jest płochliwy, więc człowiek może podejść do niego na odległość paru kroków. Częściej widywany przez turystów w pobliżu schronisk jesienią i zimą, choć nierzadko mylony z wróblem (jest od niego większy, ma bardziej skontrastowane ubarwienie). W okresie lęgowym jest trudny do obserwacji, gdyż przebywa w niedostępnych miejscach.

### Głos
Przypomina śpiew skowronka – prosta kilkusylabowa melodia z gwizdami. Gdy samiec śpiewa, siedzi zwykle na ziemi. Trele wykonuje czasem też w locie.

### Wymiary średnie
długość ciałaok. 17 cm
rozpiętość skrzydeł30 cm
masa ciała35–40 g

## Biotop

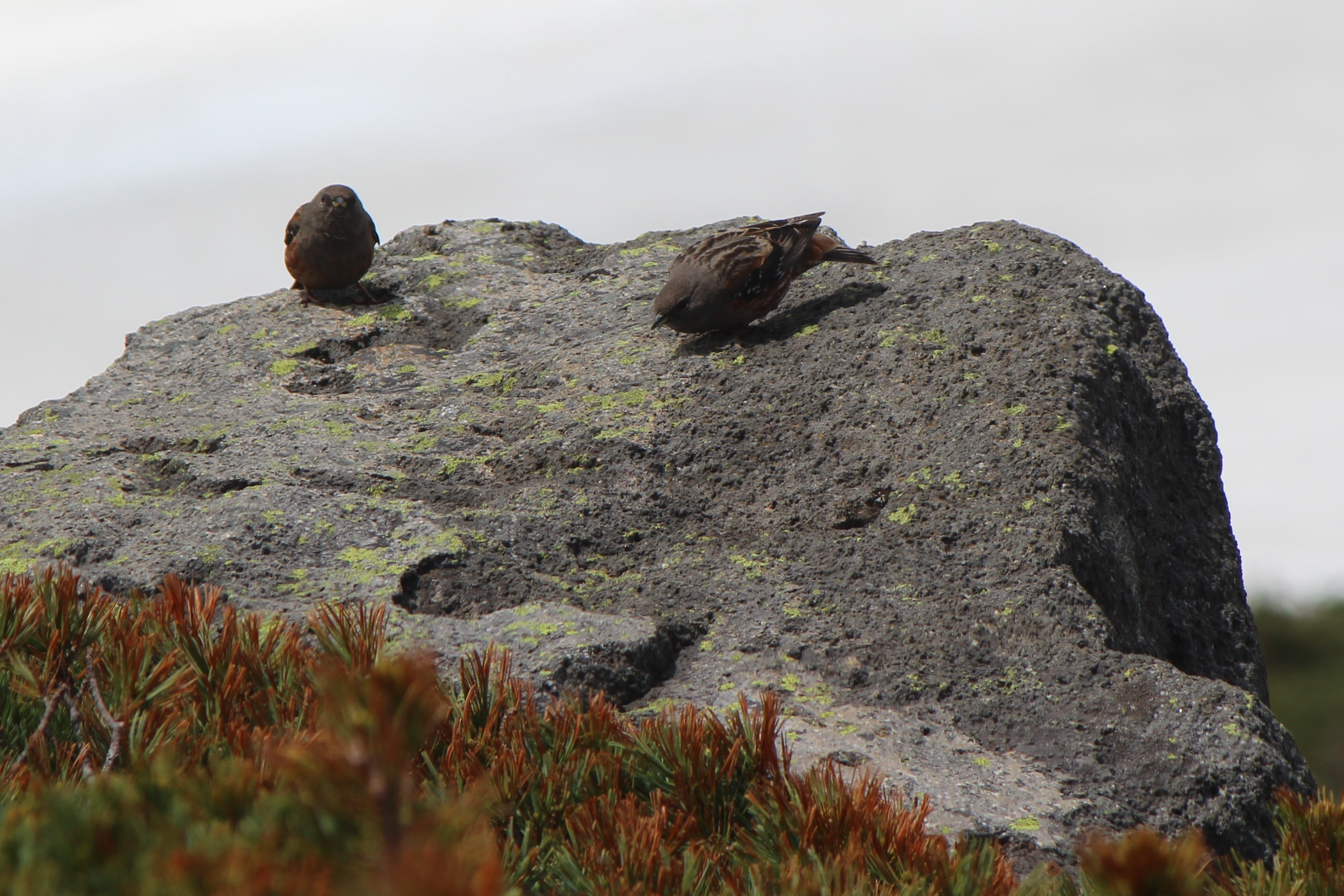
Płochacze na górze Haku w Japonii

Jest to typowy ptak górski żyjący na otwartych przestrzeniach. Zasiedla wysokogórskie łąki, hale z grupami skał, usypiskami, blokami skalnymi, gołoborzami i piargami ponad granicą lasu – w piętrze hal i kosodrzewiny. Po obfitych opadach śniegu płochacze zlatują do niżej położonych terenów i tam, w niższych partiach gór, gdzie jest cieplej i więcej pokarmu, zimują. Miejsca te nie znajdują się jednak zbyt daleko od gniazdowisk.

## Okres lęgowy
Na lęgowiska wraca w kwietniu. Okres lęgowy rozciąga się w czasie od maja do lipca.

### Toki
Na obszarach o małym zagęszczeniu osobniczym tworzy pary monogamiczne, ale gdy płochaczy na danym terenie jest więcej, dobieranie w pary ma bardziej złożony przebieg. Również system rodzicielstwa jest osobliwy dla ptaków. Gdy istnieje ku temu sposobność, potomstwa nie wyprowadza dwoje partnerów, ale grupy płochaczy złożone z 3–4 samców i 3–4 samic. Zwykle wśród samców dominuje najstarszy osobnik i to on ma pierwszeństwo w kopulowaniu ze wszystkimi samicami. Pozostałe samce też mają jednak czasem szansę na ojcostwo, przynajmniej części piskląt. Poza tym to samice starają się o względy dominującego partnera. Taki układ skutkuje tym, że każda samica ma wprawdzie tylko swoje jaja w gnieździe, ale wśród nich wyklują się młode mające różnych ojców. W trakcie wychowywania młodych każdy samiec pomaga wszystkim samicom z grupy, ale najczęściej tej, z którą spółkował przed złożeniem jaj.

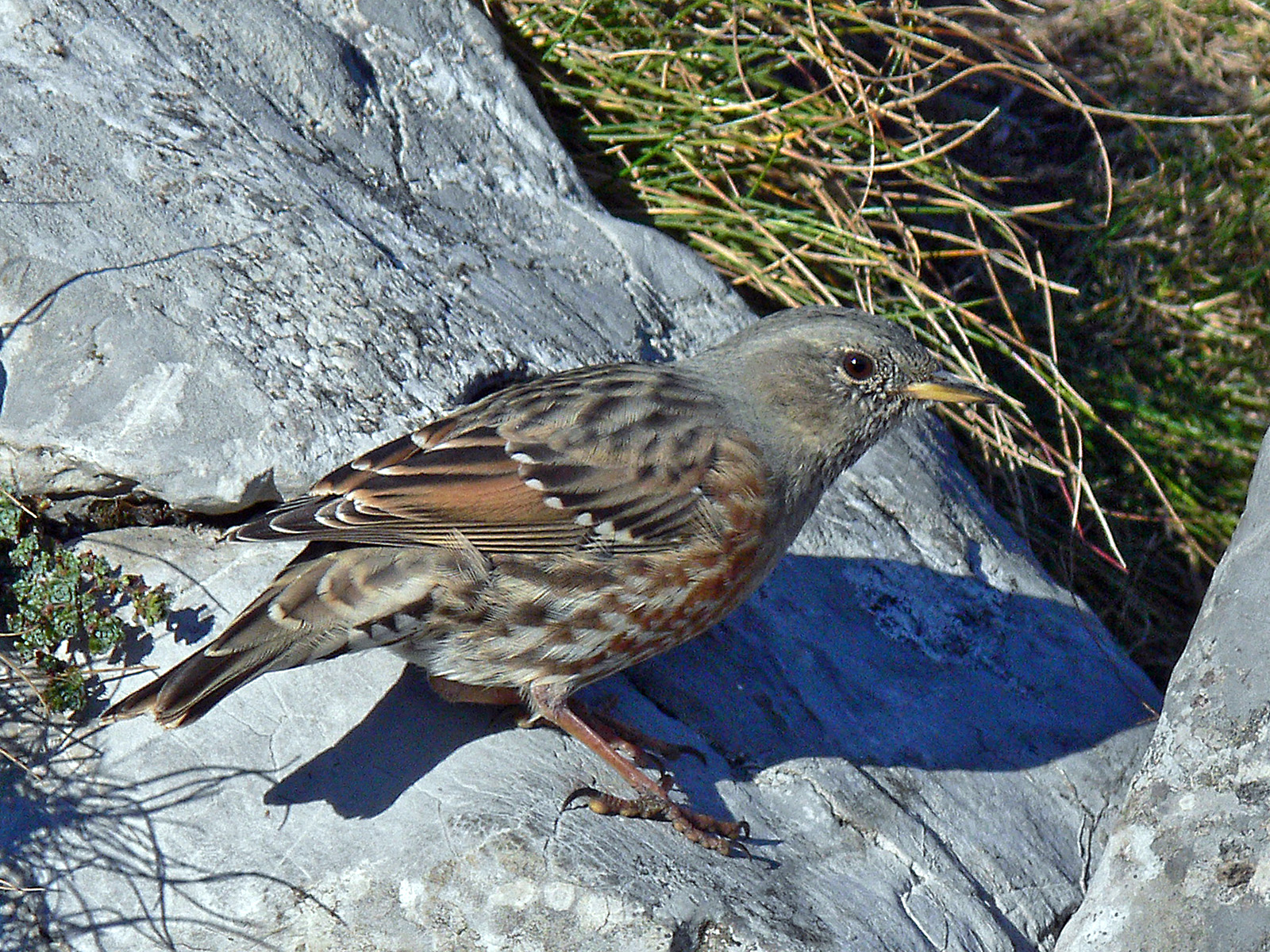
Polska populacja płochaczy jest najbardziej wysuniętą na północ w Europie

W okresie lęgowym jądra samców stanowią 8% masy ciała i mają średnicę kilkunastu milimetrów. Obliczono także, że w trakcie lęgów samce kopulują około 1000 razy.

### Gniazdo

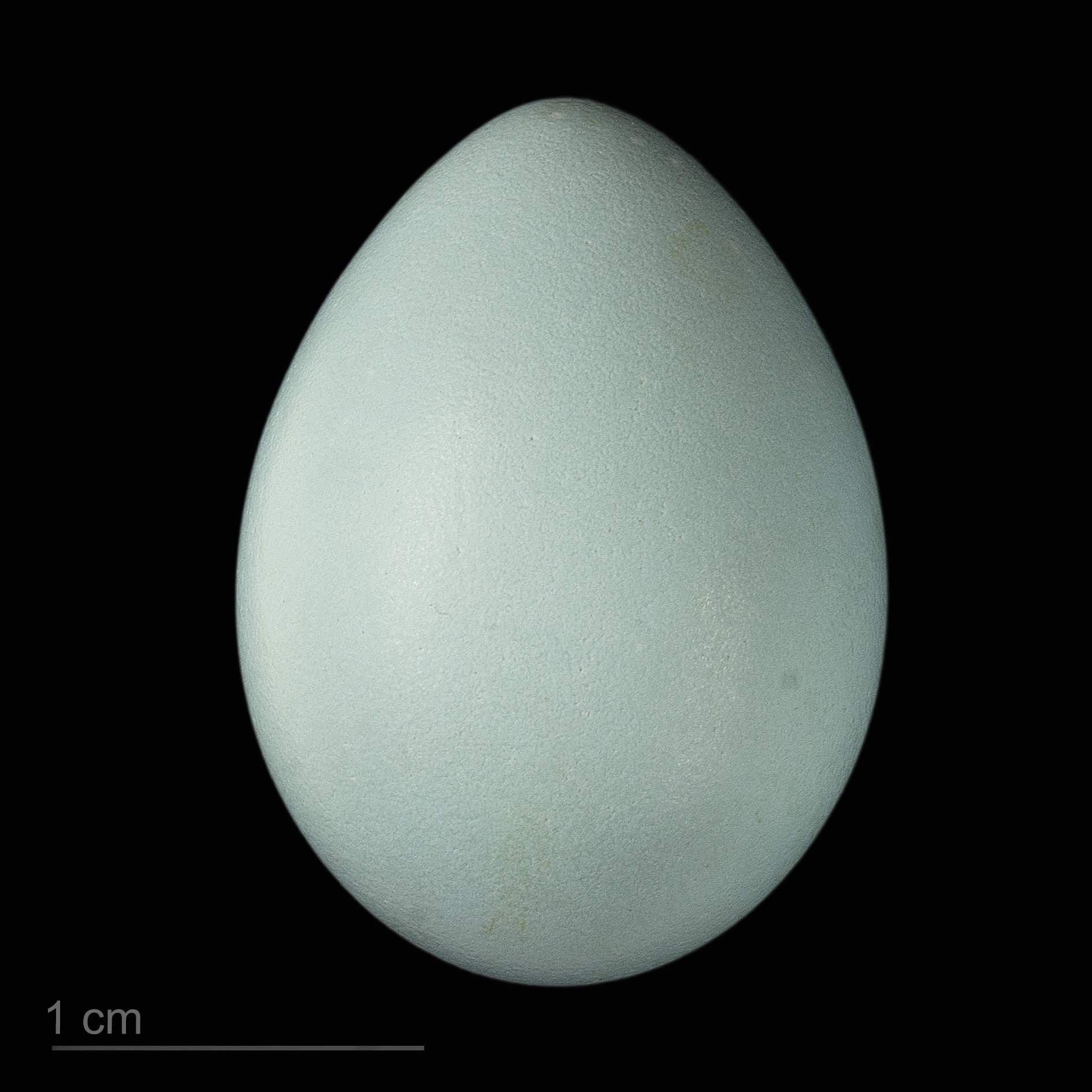
Jajo podgatunku P. c. collaris

W wysoko położonej szczelinie skały, pod kamieniami rozrzuconymi na zboczach lub krzewem na ziemi, rzadziej pod głazami na wysoko położonych łąkach, z góry zawsze dobrze osłonięte. Konstrukcja jest bardzo słabo spleciona tak, że często rozpada się po wyjęciu ze szczeliny. Zewnętrzną część budują suche źdźbła traw, korzonki i środkowa warstwa z mchu. Wyścielenie złożone jest z suchej trawy, korzonków, piór i włosia. Jest trudne do znalezienia w terenie. Często spotykano je w wysokich fundamentach górskich domów wypoczynkowych.

### Jaja
Lęgi rozłożone od połowy maja do połowy lipca. Niektóre pary wyprowadzają dwa lęgi w roku. Samica zachęca samca do kopulacji, odsłaniając krwistoczerwoną kloakę. W zniesieniu 4–5 niebieskawozielonych jaj, bez plamek, o średnich wymiarach 23×16 mm.

### Wysiadywanie
Od złożenia ostatniego jaja trwa ok. 15 dni. Robią to oboje rodzice. Po wykluciu potomstwa początkowo karmią je pokarmem przetrawionym w wolu, potem przynoszą mu owady oraz inne małe bezkręgowce. Płochacze halne wydają na świat i wychowują młode w grupach. Pokarm przynosi samica, lub jeden lub więcej samców. Pisklęta przebywają w gnieździe przez okres 14–16 dni. Po opuszczeniu lęgowiska rodzice nadal przynoszą młodym jedzenie, wtedy są to już nasiona traw i innych roślin. Gdy mija okres lęgowy, płochacze tworzą małe grupki złożone z kilkunastu osobników.

## Pożywienie

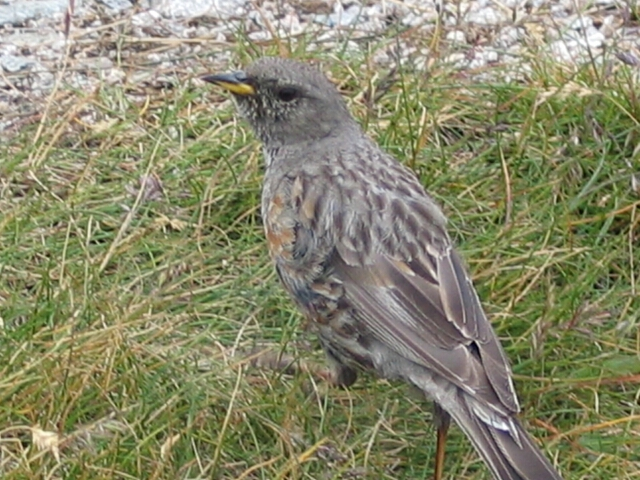
Płochacze żerują zwykle na ziemi

Drobne owady (często mrówki), pająki, ślimaki, dżdżownice oraz dużo rzadziej nasiona krzewów i chwastów oraz jagody. Zimą w diecie częściej pojawiają się nasiona drzew iglastych. Gdy brakuje pokarmu naturalnego, wtedy szuka ludzkich odpadków, jak i korzysta z dokarmiania.
Żeruje przeważnie na ziemi i stromych skałach, gdzie skacze lub podbiega za pokarmem. Czasem żywi się na dachach budynków i płatach śniegu. Potrafi owady chwytać w locie, w trakcie podlatywania z ziemi. Po nadejściu zimy płochacze gromadzą się blisko górskich schronisk, gdzie wyszukują pożywienia na wysypiskach odpadów.

## Status i ochrona
IUCN uznaje płochacza halnego za gatunek najmniejszej troski (LC, Least Concern) nieprzerwanie od 1988 roku. Liczebność światowej populacji, obliczona w oparciu o szacunki organizacji BirdLife International dla Europy z 2015 roku, mieści się w przedziale 1–3 miliony dorosłych osobników. Globalny trend liczebności populacji uznawany jest za stabilny.
Na terenie Polski gatunek ten jest objęty ścisłą ochroną gatunkową. W Polskiej Czerwonej Księdze uznany został za gatunek bliski zagrożenia (NT, Near Threatened), podobnie na nowszej Czerwonej liście ptaków Polski. Niezbędna ochrona terenów gniazdowych.